# Tărnava, Iambol
Tărnava (în bulgară Търнава) este un sat în comuna Tundja, regiunea Iambol,  Bulgaria. 

## Demografie
Componența etnică a satului Tărnava
     Bulgari (65,3%)
     Nicio identificare (34,69%)
     Altele (0%)
La recensământul din 2011, populația satului Tărnava era de 196 locuitori. Din punct de vedere etnic, majoritatea locuitorilor (65,3%) erau bulgari. Pentru 34,69% din locuitori nu este cunoscută apartenența etnică.